# The Monkees
The Monkees là một ban nhạc rock Mỹ phát hành âm nhạc trong hiện thân đầu của nhóm từ năm 1965 đến 1971, với những album tái hợp sau đó và các chuyến lưu diễn ở những thập kỉ tiếp theo. Nhóm được thành lập ở Los Angeles năm 1965 bởi Bob Rafelson và Bert Schneider cho sê-ri truyền hình Mỹ The Monkees phát sóng từ năm 1966-1968. Nghệ thuật đóng nhạc kịch của bộ tứ do Micky Dolenz, Michael Nesmith, Peter Tork (người Mỹ) và Davy Jones (người Anh) soạn nhạc. Âm nhạc của nhóm ban đầu do nhà sản xuất Don Kirshner giám sát.
Dolenz đã miêu tả "The Mokees" lúc đầu như "một chương trình truyền hình về một ban nhạc tưởng tượng... muốn trở thành the Beatles, [nhưng] chưa bao giờ thành công".